# Juda (Reich)

Die Bibel berichtet, dass sich das Königreich Israel nach dem Tode Salomos (um 926 v. Chr.) in das von Jerobeam I. regierte Nordreich Israel mit der Hauptstadt Samaria (das blau gefärbte Areal) und das Herrschaftsgebiet Rehabeams, des Königs von Juda, um die Hauptstadt Jerusalem (das ocker gefärbte Areal im Süden) auflöste.

Juda (hebräisch יְהוּדָה Jehūdāh) war ein eisenzeitliches Königtum im östlichen Mittelmeerraum in den Judäischen Bergen um Jerusalem. Seine Gründung geht nach biblischer Darstellung auf König David zurück. Da über weite Strecken die biblischen Texte die einzigen Quellen darstellen und deren Wert für eine historische Auswertung umstritten ist, liegen einige Abschnitte der Geschichte Judas im Dunkeln. Die Eroberung Jerusalems durch Nebukadnezar II. im Jahr 587 v. Chr. bedeutete das Ende der Eigenstaatlichkeit. Die Region wurde Teil des neubabylonischen Reiches, später im Achämenidenreich die persische Provinz Jehud. Erst unter den Makkabäern kam es wieder zu einem selbstverwalteten jüdischen Leben in der Region.

## Geschichte

### Vorgeschichte

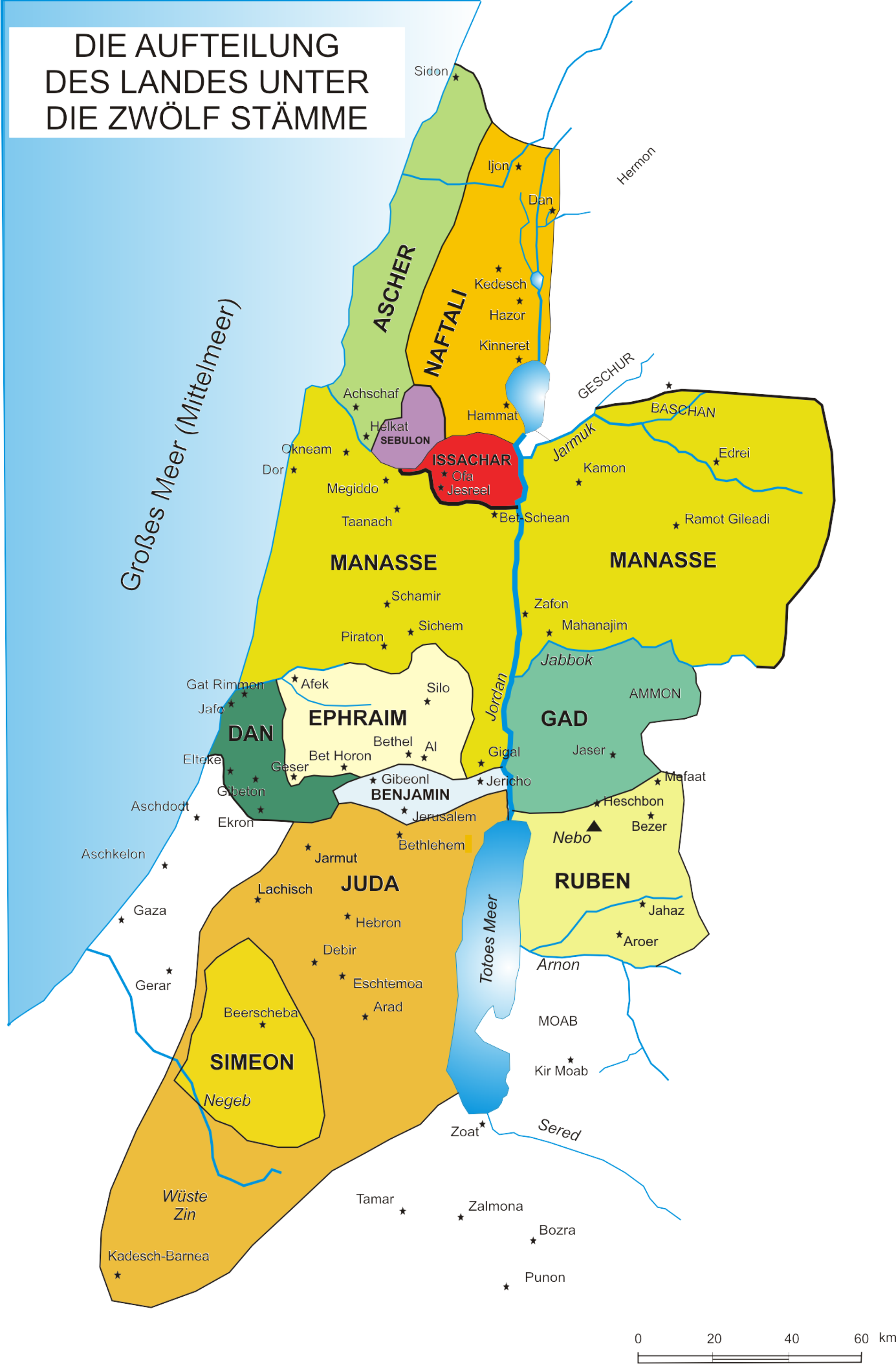
Die Zwölf Stämme Israels

Der Stämmebund („Zwölf Stämme Israels“) tritt in den Erzählungen der Bibel seit dem 2. Buch Mose als Volk „Israel“ unter einheitlicher Führung auf. Zu diesem Volk wurde er jedoch erst im Lauf des Ansiedlungsprozesses im Kulturland Kanaan, in das Stämme von Halbnomaden unterschiedlicher Herkunft seit etwa 1500 bis 1000 v. Chr. in der Spätbronzezeit einsickerten. Eine erste außerbiblische Bestätigung dafür gibt die „Israelstele“ des Pharaos Merenptah (um 1210 v. Chr.). Lange wurde angenommen, die Ansiedlung israelitischer Volksstämme in der Region des heutigen Palästinas/Israels sei für die Zeit seit etwa 1250 v. Chr. bewiesen. Die Einnahme der kanaanitischen Stadtstaaten durch israelitische Nomaden (die wohl höchstens zu einem kleinen Teil aus Ägypten eingewandert waren), die den historischen Kern der Landnahme-Berichte bilden dürften, sei sukzessive in den Jahrzehnten um 1100 v. Chr. erfolgt. Diese Annahme wird in der neuern Forschung jedoch bestritten; so wird inzwischen angenommen, dass es vor dem 11. bis 9. Jahrhundert v. Chr. kein israelitisches Volk gab, das irgendwohin hätte einwandern können, und es sich vielmehr erst allmählich aus den in der Region ansässigen Stammesverbänden entwickelt hat.
Die Quellenlage für diese Zeit vor der Staatengründung ist nicht gut, die Angaben seit der Zeit Davids sind präziser, jedoch bleibt, trotz der vielen Zahlenangaben in den Königsbüchern, die genaue Datierung der Regierungszeiten noch unsicher. Präzise bestimmen lassen sich aber einige Ereignisse, für die bei den Nachbarvölkern sonstige schriftliche und archäologische Quellen bestehen, wie etwa die Zerstörung Jerusalems durch Nebukadnezar II.
In der Zeit vor der Bildung Judas war das Gebiet einesteils von halbnomadischen segmentären Gesellschaften im Gebirge geprägt, zum anderen durch kleine Stadtstaaten in den Ebenen. Durch die Besiedlung der Mittelmeerküste durch die Philister kam eine Bedrohung, auf die mit dem schwerfälligen Bündnissystem nicht mehr in angemessener Zeit reagiert werden konnte. Man suchte vor allem für die Zeit der Kämpfe einen Heerführer und fand schließlich Saul aus dem Stamm Benjamin, der erster König des Reiches gewesen sein soll, zumindest in Israel, dem späteren Nordreich. Für Anfang und Dauer der Regierungszeit Sauls gibt es keine sicheren Angaben, es scheint aber insgesamt eine von Kriegszügen dominierte Herrschaft gewesen zu sein und so fand er sein Ende nach einer verlorenen Schlacht gegen die Philister (1 Sam 31 ). Seine Regierungszeit war noch vor dem Jahr 1000 v. Chr. zu Ende.
Er wurde von David aus dem Stamm Juda abgelöst. David, zunächst ein Söldner- oder Räuberführer teils in Opposition, teils als Auftragnehmer und Vasall der Philister, soll um das Jahr 1004 v. Chr. zunächst in Hebron zum König über den Stamm Juda gesalbt worden sein (2 Sam 2 ), dann in Juda (dem späteren Südreich) ein lokales Königtum errichtet haben. Laut biblischem Zeugnis gelang es ihm dann, die jebusitische  Stadt Jerusalem zu erobern und von dort aus zum König auch über das nördlich gelegene Israel aufzusteigen. Gemäß der Großreichs-Hypothese konnte er seine Machtbasis ausbauen, die Philister dauerhaft zurückdrängen, einen Staat strukturieren und eine Dynastie begründen. Unter David gewann der Staat seine größte Ausdehnung. Unter seinen Söhnen gab es heftige Rivalitäten um die Nachfolge. Schließlich setzte sich Salomo (1 Kön 1 ) durch. Salomo regierte ungefähr ab 965, konnte das Land wirtschaftlich aufbauen und festigte die Bedeutung Jerusalems durch den Bau des sogenannten ersten Tempels nach phönizischem Vorbild mit der Hilfe Hirams von Tyros. Unter Salomo gab es Frondienste und hohe Abgaben zum Bau von Palast und Tempel, was Unzufriedenheit mit sich brachte.

### Teilung in Nordreich Israel und Südreich Juda unter Rehabeam
Nach dem Tod Salomos 926 v. Chr. kamen nach der biblischen Überlieferung die Vertreter der Nordstämme zum Thronfolger Rehabeam zur Krönung nach Sichem. Sie baten um Erleichterung der Frondienste, aber Rehabeam antwortete mit einer groben Beleidigung: „Mein kleiner Finger soll dicker sein als meines Vaters Lenden“ (1 Kön 12,10 ). Nach dieser Beleidigung verweigerten die Stammesführer den Gehorsam und die zehn nördlichen Stämme der Israeliten fielen von der Dynastie Davids ab und bildeten dann das Nordreich Israel unter Führung Jerobeams. Versuche, die Macht im Norden wiederherzustellen, schlugen fehl, ein Fronvogt wurde gesteinigt und der König selbst konnte sich nur durch eine schnelle Flucht retten. Rehabeam blieben nur die Stämme Juda und Benjamin treu, die gemeinsam das Reich Juda mit der Hauptstadt Jerusalem bildeten. Die neuen Grenzen von Juda lagen im Norden vor Bet-El, im Osten am Toten Meer, im Süden an der Negev-Wüste und im Westen grenzte es an die Städte der Philister an der Küste.
Durch historische Quellen und archäologische Befunde ist ein Erstarken des Nordreichs und der dort siedelnden Stämme nach 925 v. Chr. sicher. Ihr Zentrum war zunächst Sichem mit dem bedeutendsten Kult, später Samaria. Daneben gab es weitere Kultstätten, Synkretismus und Polytheismus, und neben den israelitischen Stämmen auch Stämme anderer Ethnien. Die Stämme im Südreich Juda lebten noch weitgehend nomadisch und sammelten sich um den Tempel von Jerusalem zu einem schwachen Staat, der sich gegen die Übermacht Ägyptens und die Angriffe der Philister behaupten musste. Bei den Königen Judas fällt auf, dass bei den Regierungsdaten immer die Mutter des Königs mit Namen genannt wird, bei den Königen Israels hingegen nicht. Daraus schließen viele Forscher, dass es sich wohl um ein politisches Amt der Königsmutter handelte, wobei die genaue Aufgabe und das Gewicht dieses Amtes nirgends richtig deutlich wird.
Bereits kurz nach der Gründung Judas fiel der ägyptische Pharao Scheschonq I. in Palästina ein, zerstörte Siedlungen im Stammesgebiet Sauls und plünderte Tempel und Palast in Jerusalem, Rehabeam musste den Ägyptern Tribut leisten. Nach dem Einfall der Ägypter begann noch unter Rehabeam eine Baukampagne, in der ein Ring von Festungen zur Verteidigung des Reiches entstand. Sein Sohn Abija war nur kurze Zeit König.

Die Genealogie der „Könige von Israel und Juda“. Basierend auf einer wörtlichen Textinterpretation des Tanachs, (Vordere Propheten) im Alten Testament als 1. Buch der Könige und 2. Buch der Könige.Hinweis: Bei den Königen von Israel kann ein horizontaler Pfeil auf einen Dynastiewechsel hinweisen (Fehlen einer bekannten genealogischen Verbindung). Bezeichnungen in englischer Sprache.

### König Asa und König Joschafat
Unter Rehabeams Enkel Asa (908 bis 868 v. Chr.) verschwanden nach der Bibel die alten kanaanäischen Kultorte aus Juda, denn er schrieb der ganzen Bevölkerung den Jahwe-Glauben vor. Asa regierte 41 Jahre lang. Unter Asa brach der fast bis zum Ende Israels andauernde und immer wieder aufflackernde Krieg zwischen Israel und Juda aus. Asa bestach den nördlichen Nachbarn Israels, Ben-Hadad I. von Aram-Damaskus mit Schätzen aus dem Jerusalemer Palast und Tempel, so dass dieser im Norden Israels einfiel und der israelitische König Bascha vom Kampf gegen Juda ablassen musste. Asa nutzte dies, um die Vormacht Judas über die benjaminitischen Gebiete an der Grenze der beiden hebräischen Reiche zu sichern. Unter Asas Sohn Joschafat (868 bis 847 v. Chr.) bestand wieder Frieden mit Israel, er zog sogar gemeinsam mit Ahab von Israel in den Krieg gegen Aram und wenig später mit Ahabs Sohn Joram von Israel (851 bis 845 v. Chr.) gegen die Moabiter, so dass davon auszugehen ist, dass Joschafat Vasall Israels war. Außerdem eroberte er die edomitische Hafenstadt Ezion-Geber am Roten Meer, die den Handel mit dem reichen Land Ofir ermöglichte, doch die judäischen Schiffe zerschellten bei Ezjon-Geber.

### Joram, Ahasia und der Staatsstreich durch Atalja
Joschafat festigte seine Beziehung zu Israel durch dynastische Heirat seines Sohnes und Nachfolgers Joram von Juda (Regierungsantritt 849/848 v. Chr.) mit der israelitischen Prinzessin Atalja, die eine Schwester oder Tochter Ahabs war (2 Kön 8,18 ). Von nun an kann man von einem geeinten Israel durch dynastische Verbindung sprechen, das von den Omriden von Samaria aus dominiert wurde. Joschafats Enkel Ahasja (845 v. Chr.), der ein Sprössling beider Dynastien, Israels und Judas, war, wurde, nachdem er gemeinsam mit Joram von Israel gegen Hasael von Damaskus eine Niederlage erlitten hatte, der biblischen Überliweferung zufolge von dem israelitischen Usurpator Jehu getötet. Möglicherweise fiel er aber auch wie sein Vater 843 v. Chr. in der Schlacht. Während Jehu in Israel das Königtum ergriff, ließ Ahasjas Mutter Atalja alle Nachkommen Ahasjas töten und war somit die Herrscherin, nur sein Sohn Joasch wurde im Tempel versteckt und so gerettet. Nach siebenjähriger Herrschaft wurde Atalja auf Befehl des Hohepriesters Jojada von der königlichen Leibwache hingerichtet und Joasch zum König erhoben.

### Joasch und Amazja
Joasch wurde mit nur sieben Jahren König unter dem Schutz des Hohenpriesters Jojada. Er reformierte den Kult und ließ den Jerusalemer Tempel renovieren. In seine Regierungszeit fiel ein Feldzug des Aramäerkönigs Hasael. Dieser ging primär gegen das Nordreich vor, nachdem dieses aus einem Bündnis mit ihm ausgeschieden war und sich den Assyrern zugewendet hatte. Im Verlauf des Feldzugs zerstörte Hasael aber auch Gat, das zuletzt unter judäischer Kontrolle gestanden hatten und drohte, Jerusalem anzugreifen. Durch hohe Tributzahlungen verhinderte Joasch aber ein weiteres Ausgreifen der Aramäer und einen dauerhaften Verlust von Gebieten an Hasael, wie dieser sie im Nordreich erzwang. Joasch fiel nach vierzigjähriger Regierungszeit 797 v. Chr. einem Mordanschlag zum Opfer. Sein Sohn und Nachfolger Amazja (801–787 v. Chr.) besiegte die südlich von Juda lebenden Edomiter, erlitt jedoch eine schwere Niederlage gegen Joasch von Israel, der anschließend Teile der Jerusalemer Stadtmauer schleifen ließ. Aus unbekannten Gründen wurde er in Lachisch ermordet, nachdem ihn ein Aufstand aus Jerusalem vertrieben hatte. Jedenfalls konnten die Mörder nicht die Macht ergreifen, sondern das Volk erhob Amazjas Sohn Asarja (787–736 v. Chr.) zum König.

### Asarja und Jotam
Unter der 52-jährigen Herrschaft Asarjas bis 741 v. Chr., häufig auch Usia genannt, kehrte wieder Frieden ein, und Juda prosperierte in Landwirtschaft und Handel. Der materielle Wohlstand nahm zu. Hintergrund war eine allgemeine Beruhigung der Feldzugstätigkeit, weil Damaskus-Aram sich verstärkt gegen das expandierende Assyrerreich wehren musste und das Nordreich Israel in dieser Phase zuvor an die Aramäer verlorene Gebiete zurückeroberte statt gegen Juda vorzugehen. Asarja wurde aussätzig und wohnte isoliert in einem eigenen Haus und so übernahm sein Sohn Jotam viele Jahre vor seinem Tod schon die Regentschaft. Der edomitische Hafen Ezion-Geber am Roten Meer wurde wieder instand gesetzt und die alten Handelswege vom Roten Meer bis nach Phönikien hinauf wieder benutzt. Unter seinen Nachfahren jedoch flammten alte Streitigkeiten mit den an der Küste siedelnden Philistern auf, und die Häfen gingen verloren. Gleichzeitig geriet Juda immer mehr unter den Druck des erstarkten neuassyrischen Reiches.

### Ahas
Usijas Enkel Ahas (741 bis 725 v. Chr.) suchte den Frieden mit den Assyrern, während Israel und Aram-Damaskus sich aus der assyrischen Oberhoheit zu lösen versuchten und gemeinsam gegen diese vorgehen wollten. 735 leistete Ahas den Assyrern Tribut. Zwei Jahre später kam es zum sogenannten syrisch-ephraimitischen Krieg (733 v. Chr.), bei dem Israeliten und Aramäer den assyrerfeindlichen Aramäer Ben Tabeal auf den judäischen Thron setzen wollten, um Juda als Verbündeten in einer antiassyrischen Allianz zu gewinnen. Sie belagerten vergeblich Jerusalem, doch Ahas unterwarf sich den Assyrern und bestach sie mit dem geplünderten Jerusalemer Tempelschatz, so dass diese noch im selben Jahr große Teile Israels und ein Jahr später Damaskus eroberten. Dass die Zahlungen Judas ausschlaggebend für die Offensive der Assyrer war, muss allerdings bezweifelt werden. Diese waren unter Tukulti-apil-Ešarra III. nach einer vorübergehend passiven Phase wieder expansiver geworden, hatten zunächst im Osten und Süden ihres Reiches Gebiete erobert und sich denn dem Westen und damit dem palästinischen Raum zugewendet, wo sie neben den Aramäern und Israel auch Stadtstaaten an der Mittelmeerküste eroberten. Ahas’ freiwillige Unterwerfung unter die Assyrer hatte insbesondere für den Kult im Jerusalemer Tempel einschneidende Folgen: Vor den Tempel ließ Ahas einen Altar nach aramäischem Vorbild bauen, alte Altäre dagegen wurden abgebaut und die Tempelanlagen umgestaltet.
Selbst in dieser nach der Überlieferung der Bibel gezeichneten Frühgeschichte Judas wird deutlich, dass das Nordreich der mächtigere Staat war und dass Juda mit Jerusalem sich mehrfach der Übermacht des Nordens zu erwehren suchte, teilweise sogar unter die Vorherrschaft der Nordkönige geriet. Es lebte immer dann auf, wenn der Norden durch äußere Feinde geschwächt worden war. Dass der Süden dabei die Fäden zog, ist leicht als fromme Legende auszumachen. Zu einem eigenständigen starken Staat konnte Juda erst werden, als 722 das Nordreich und die Hauptstadt Samarien durch die Assyrer vernichtet wurden. Der Untergang des Nordreiches bedeutete für Jerusalem einen Aufschwung, da sich dort Flüchtlinge aus dem Norden ansiedelten. Darunter waren sowohl Angehörige der Ober- und Gelehrtenschicht, die die Stadt als letztes urbanes Zentrum der Hebräer stärkten, als auch Bauern, die Höfe im Umland Jerusalems anlegten. Allerdings waren nun auch Israel und Damaskus-Aram als Pufferstaaten weggefallen und Juda war direkter Nachbar der expansiven Assyrer.

### Hiskija

Phasen der Deportationen im Rahmen der assyrischen Eroberungen des Nordreichs Israel (aprikotfarben) unter den Königen des neuassyrischen Reiches Tiglat-Pileser III. (745–726 v. Chr.), seinem Nachfolger Salmanassar V. (726–721 v. Chr.) und Sargon II. (721–705 v. Chr.). Das Südreich Juda ist, in seinem Territorium, grün markiert.

Unter der Regierungszeit Hiskijas (725 bis 697 v. Chr.) war nur Juda als unabhängiger Reststaat der Hebräer übrig. Hiskija bemühte sich wie Ahas zunächst um gute Beziehungen zu den erstarkenden Assyrern. Ein Aufstand gegen sie scheint in dieser Zeit aber mehrfach erwogen worden zu sein. So berichtet die Bibel von Verhandlungen mit Gesandten des ägyptischen Pharao Schabaka, aber auch von entschiedenen Gegnern einer Abkehr von Assyrien, etwa in Gestalt des Propheten Jesaja. Hiskija ließ das Reich Juda ausbauen und machte auch einige der Maßnahmen des Ahas im Tempel rückgängig. Doch als 713 v. Chr. der philistäische Stadtstaat Aschdod den Aufstand gegen Assyrien wagte, schloss sich neben anderen Staaten auch Juda an, beließ es aber bei Nahrungsmittellieferungen. Als der Aufstand 711 v. Chr. niedergeschlagen wurde, entging Juda der Vernichtung durch eine schnelle Unterwerfung. Hiskija baute den Hiskija-Tunnel in Jerusalem, um die Stadt auch bei Belagerung mit Wasser versorgen zu können. Auch der Ausbau der Festungsstadt Lachisch fiel in diese Zeit, möglicherweise als Vorbereitung auf einen doch noch zu wagenden Aufstand gegen Assyrien.
Im Nordreich Israels wurde während der Regentschaft des israelitischen Königs Hoschea – er war 731–722 v. Chr. König von Israel – das  Nordreich und mit seiner Hauptstadt Samaria durch den assyrischen König Salmanassar V. oder seinen Nachfolger Sargon II. erobert.
Als 705 der assyrische König Sargon II. starb, wagte es Hiskija erneut, unter dem Schutz der Ägypter und im Verbund mit mehreren assyrischen Vasallen in der Region aufzubegehren. Der neue assyrische König Sanherib war zunächst mit Aufständen in anderen Reichsteilen gebunden, wandte sich 701 v. Chr. aber dem Westen zu. Nachdem er Tyros besiegt hatte, zerbrach die Koalition der Aufständischen und mehrere Kleinstaaten unterwarfen sich erneut den Assyrern. Nachdem Sanherib bei Eltheke auch ein ägyptisches Expeditionsheer geschlagen hatte, eroberte er mehrere Stadtkönigreiche und schließlich auch die judäische Festungsstadt Lachisch und begann mit der Belagerung Jerusalems. Erneut kaufte sich Hiskija durch schweren Tribut frei. Hiskija blieb nur noch die Herrschaft über das judäische Bergland, das restliche Juda kam unter die Herrschaft der Assyrer oder diesen gegenüber loyal gebliebener Stadtstaaten, die mit judäischem Land belohnt wurden. In der Folge musste der von Ahas eingeführte und von Hiskija zeitweise wieder beseitigte assyrische Kult in Jerusalem wieder eingeführt werden. Wahrscheinlich in der Mitte des 7. Jahrhunderts gelang es Hiskijas Nachfolgern jedoch, das judäische Staatsgebiet wieder auszudehnen. Hiskia pflegte auch Kontakte zu König Marduk-apla-iddina II. von Babylonien, in der Bibel Merodach-Baladan genannt.

### Manasse und Amon
Nach Hiskija regierte 55 Jahre lang Manasse, hatte also eine sehr lange Regentschaft. Die biblischen Quellen wissen aber nur wenig Konkretes über ihn zu berichten, allerdings wird seine Herrschaft ausgesprochen negativ dargestellt. So führte er eine Reihe alter Kulte wieder ein und baute verschiedene Altäre. Zum Teil betraf das alte kanaanäische Kulte, zum Teil wohl auch assyrische Götter als Teil der erneuten Bindung an seinen Oberherrscher. Er soll auch viel unschuldiges Blut vergossen haben. Außerbiblische Quellen weisen nach, dass Manasse die assyrischen Könige mit Baumaterialien und Truppen unterstützte. Die Botmäßigkeit wurde belohnt, indem Juda einen Teil der 701 verlorenen Gebiete zurückerhielt und die Stadtmauer von Jerusalem ertüchtigt werden durfte. Manasses Sohn und Nachfolger Amon fiel nach kurzer Zeit einer Verschwörung zum Opfer, allerdings wurden auch die Verschwörer getötet.

### Joschija
Eine letzte Blütezeit gab es in Juda unter König Joschija (639 bis 609 v. Chr.), er wird auch Josia genannt. Unter seiner Herrschaft und dem Einfluss des Propheten Jeremia wurden alle differierenden hebräischen, kanaanäischen, aramäischen oder assyrischen Kulte radikal ausgemerzt und der Jahwekult Jerusalems für alle Bewohner verbindlich gemacht, der Tempel umfassend renoviert. Hinzu kam allgemein eine Zerstörung aller Kultstätten außerhalb des Tempels in Jerusalem, so dass dieser die überragende kultische Bedeutung erhielt, die im Judentum bis heute gilt. Unter Joschija wurde der biblischen Überlieferung zufolge im Tempel ein heiliges Buch gefunden, das von der Forschung häufig mit dem Deuteronomium oder dessen Vorstufe (Urdeuteronomium) in Verbindung gebracht wird. Josias Handeln wird in der biblischen Überlieferung äußerst positiv gewertet und seine Maßnahmen passen gut zu den Beschreibungen im Deuteronomium. Ähnliche restaurative Tendenzen und Erzählungen mit dem Bezug auf (angeblich) aufgefundene alte Texte lassen sich für diese Epoche auch in Ägypten, Assyrien und Babylon nachweisen.
Möglich wurde diese Renaissance Judas durch die Überdehnung und den Zusammenbruch des Assyrerreiches. Insbesondere die Abspaltung und das Erstarken Babylons, aber auch weitere aufständische Reichsteile führten zum Untergang des Reiches. Im Jahr 612 wurde die assyrische Hauptstadt Ninive von den Babyloniern erobert. Joschija nutzte die assyrische Schwäche, löste sich aus der Vasallität, vertrieb assyrische Beamte und eroberte dann den Süden der assyrischen Provinz Samaria und damit Teile des ehemaligen hebräischen Nordreiches Israel. Die in diesem Rahmen erfolgte Zerstörung des Heiligtums von Bet-El richtete sich auch gegen die Tradition des nördlichen Königtums, das als Konkurrenz zur südlichen davidischen Linie und zum Kultort Jerusalem verstanden wurde. Weiter wurden die Eroberung der Stadt Ekron und ihres Herrschaftsgebiets sowie ein erstmaliges Ausgreifen des Reiches bis an die Küste des Mittelmeers erreicht. Im Osten sicherte sich Juda Teile der assyrischen Provinz Gilead. Zum Ende der Expansion hin soll es eine Beseitigung der Höhenheiligtümer in der gesamten ehemaligen Provinz Samaria sowie ein militärisches Ausgreifen in die Provinz Megiddo gegeben haben. Der Bau mehrerer Festungen sollte die Gebietsgewinne absichern. Keramikfunde legen nahe, dass Joschija auch auf griechische Söldner zurückgriff.
Es kam zu Streitigkeiten mit Ägypten, das ein erstarkendes Mesopotamien fürchtete und den Assyrern zu Hilfe eilen wollte. Joschija hingegen weigerte sich, den Ägyptern freien Durchzug durch Juda zu gewähren. Joschija wurde beim Versuch, die ägyptische Streitmacht aufzuhalten, von dieser 609 v. Chr. bei Megiddo getötet, seine Nachkommen und die Aristokratie wurden von den siegreichen Ägyptern deportiert.

### Joahas, Jojakim, Jojachin und die Unterwerfung unter die Babylonier
Joschijas Sohn Joahas regierte drei Monate, bevor er von Pharao Necho II. deportiert wurde. Necho setzte dafür seinen Bruder Eljakim ein, den er als Zeichen seiner Macht in Jojakim umbenannte und von dem er einen hohen Tribut forderte. 605 v. Chr. brach die kurzzeitig stabilisierte Herrschaft der Ägypter in Palästina wieder zusammen, als diese und die verbündeten Assyrer bei Karkemisch eine vernichtende Niederlage durch die Babylonier unter Nebukadnezar II. erlitten. Jojakim musste sich den Babyloniern unterwerfen, wurde aber im Jahr 600 v. Chr. angesichts vorübergehender militärischer Erfolge der Ägypter wieder abtrünnig. Jojakim starb, bevor die Babylonier ihren Gegenschlag ausführten.
Dieser folgte um den Jahreswechsel 598/597 herum, wobei das bedrängte Juda zugleich von den Edomitern angegriffen wurden. Jojakims Sohn Jojachin (598 bis 597 v. Chr.) ergab sich nach drei Monaten Herrschaft und ebenso langer Belagerung Jerusalems. Im März 597 erfolgte die Eroberung der Stadt. Der Tempel und der Palast wurden geplündert und in einer ersten Deportation wurden die Obersten, die Soldaten, die Handwerker und viele Gebildeten ins Babylonische Exil gebracht. Zedekia, der Onkel oder Bruder Jojachins, wurde als letzter König als Vasall Babylons eingesetzt.

### Zedekia

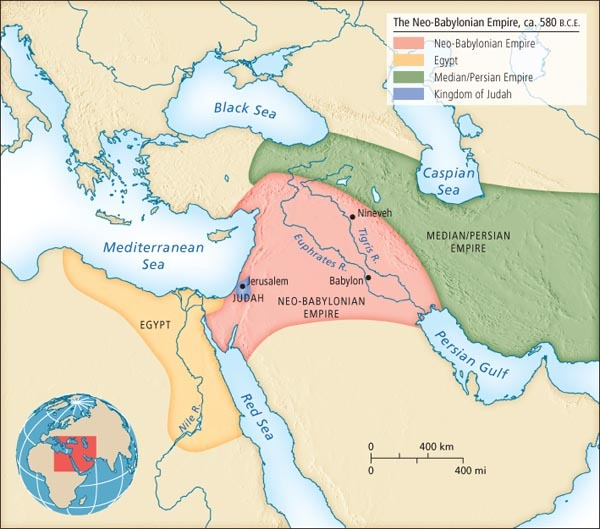
Die territoriale Ausdehnung des Neubabylonischen Reiches und seine Nachbarn um 580 v. Chr. Mit General Nabopolassar, Regent ab 626 v. Chr., begann das Neubabylonische Reich.

Noch einmal unter Zedekia (Zidkija) (597 bis 587 v. Chr.) versuchte Juda unter ägyptischem Einfluss einen Aufstand gegen Babylon. Die entsprechende politisch-kultische Debatte darüber findet sich biblisch in der Jeremia-Erzählung wieder. Ermuntert wurde der Aufstand wohl durch die allgemein unruhige Lage im Westen des Babylonierreiches, die sich an zahlreichen Strafexpeditionen in dieser Zeit ablesen lässt, durch Putschversuche in Babylon selbst und durch ein vorübergehendes Erstarken Ägyptens. Als Zedekia sich zum Aufstand entschloss, entsandte Babylon eine weitere Strafexpedition, die im Verlauf des Jahres 588 ganz Juda eroberte. Jerusalem kapitulierte nach 18 Monaten Belagerung etwa am 29. Juli 587 v. Chr. Die königliche Familie und alle verbliebenen Aristokraten und Gebildeten sowie Handwerker wurden nach Babylon exiliert. Die Stadt Jerusalem wurde in mehreren Strafaktionen tiefgreifend verwüstet.
Juda überlebte das Nordreich Israel um 136 Jahre, hörte jedoch im Jahr 586 v. Chr. ebenfalls auf zu existieren. Auf dem Gebiet Judas entstand daraufhin die babylonische, später persische Provinz Jahud (Siehe auch: Liste der Statthalter Judas). 582 v. Chr. wurden erneut Judäer nach Babylon deportiert, so dass insgesamt 4600 Menschen deportiert waren. 539 v. Chr. eroberte der persische König Kyros II. Babylon, ein Jahr später erlaubte er den Judäern die Heimkehr nach Juda.